# ’u’
’u’ (empezando y acabando con una oclusiva glotal) es la primera ópera en el ficticio idioma klingon, anunciada como «la primera auténtica ópera klingon en la Tierra». Fue compuesta por Eef van Breen según un libreto de Kees Ligtelijn y Marc Okrand bajo la dirección artística de Floris Schönfeld.
La historia de ’u’ se basa en la leyenda épica de «Kahless, el Inolvidable», una figura mesiánica en la ficticia historia Klingon. Se estrenó en el teatro Zeebelt de La Haya (Países Bajos) el 10 de septiembre de 2010. Fue un éxito, y la ópera se ha seguido representando.